# 부르가스 공항

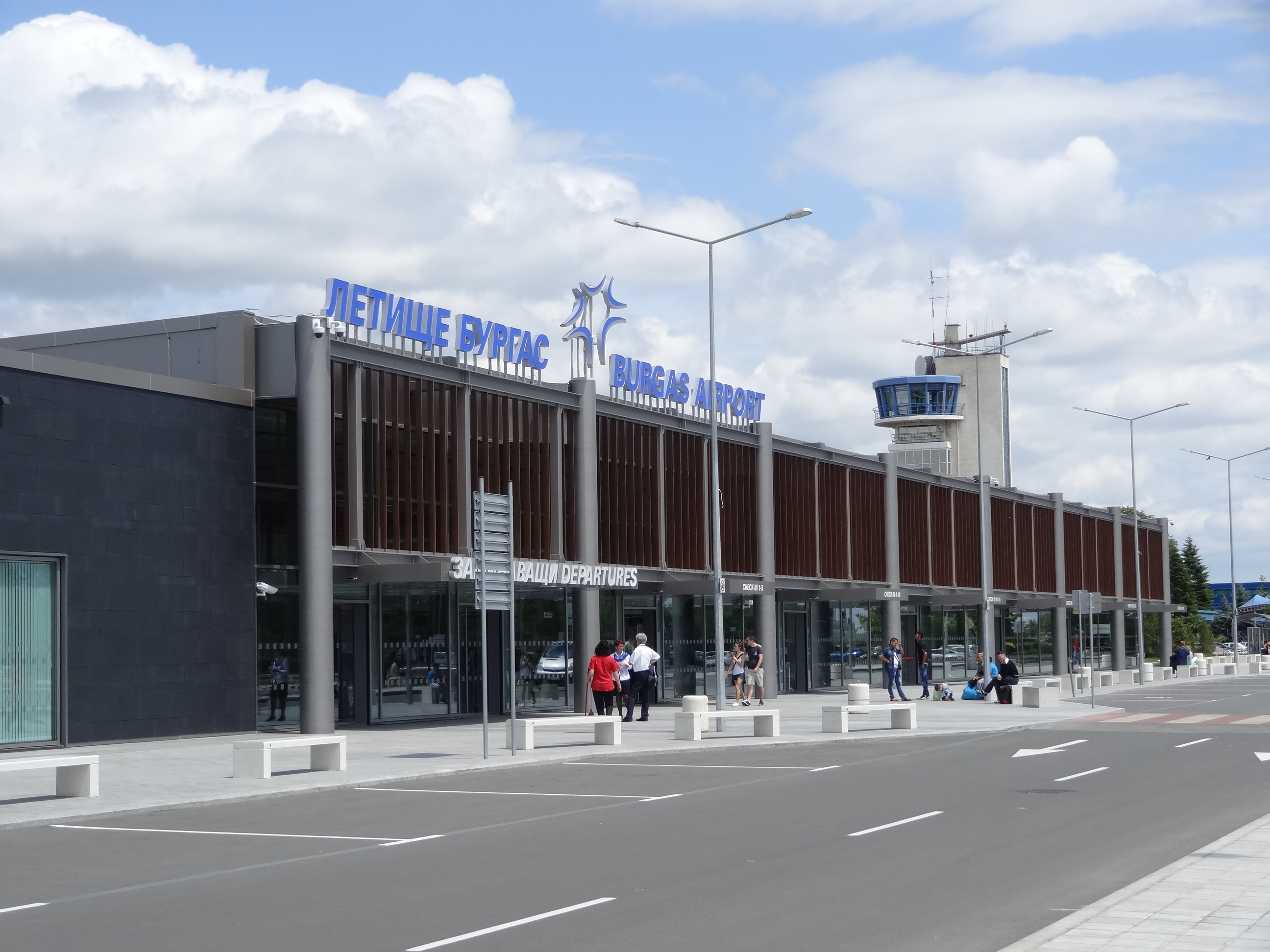

부르가스 공항(Burgas Airport, IATA: BOJ, ICAO: LBBG, 불가리아어: Летище Бургас)은 불가리아 남동부의 국제 공항으로, 불가리아에서 2번째로 크다. 도시 중심부로부터 약 10킬로미터 지점인 사라포보의 북쪽 이웃 지역 근처에 위치한다. 이 공항은 주로 부르가스, 그리고 여름 휴양철 수많은 관광객들을 유혹하는 그 밖의 불가리아 남쪽 해안 해변 휴양지를 관할한다. 2018년 기준 승객 수는 3,277,229명으로, 2017년 대비 9.9% 상승하였다.

## 같이 보기
- 2012년 부르가스 버스 폭탄 테러